# Ergocalciferol
Ergocalciferol ist eine Form von Vitamin D, auch Vitamin D2 genannt. Ergocalciferol ist strukturell ein Secosteroid. Es wurde erstmals 1922 von Adolf Windaus durch Photolyse von Ergosterin gewonnen. Die Aufklärung der Struktur gelang 1932 durch Windaus und unabhängig davon durch eine Forschergruppe aus England.
Mit der Nahrung aufgenommen wird es, wie auch Vitamin D3, zu Calcitriol umgewandelt.
In einer Studie der Universitätsklinik Freiburg konnte demonstriert werden, dass Zuchtchampignons, die mit UV-B-Strahlung behandelt wurden, signifikante Mengen an Vitamin D2 bildeten (491 μg oder 19.640 IE pro 100 g Zuchtchampignons). Die Verabreichung der so angereicherten Zuchtchampignons waren Vitamin-D2-Supplementen ebenbürtig. Ähnliche Ergebnisse können auch mit Shiitake, Maitake, Shimeji oder anderen Pilzen erzielt werden. Im Falle von Shiitake konnten Werte von bis zu 267.000 IE pro 100 g Shiitakepilze bei 14 Stunden Sonnenlichtexposition erreicht werden.

## Technische Synthese von VitaminD2
Die photochemische Synthese von Vitamin D2 wurde erstmals 1927 vom Göttinger Chemiker Adolf Windaus entdeckt und untersucht. Seine Arbeiten ermöglichten die Fabrikation des antirachitischen Vitamins D2 durch die Pharmaunternehmen E. Merck und Bayer (Markenname Vigantol), wodurch der Vitaminmangel vieler Kinder therapiert werden konnte. Seit einigen Jahren werden vermehrt Nahrungsergänzungsmittel auch mit Vitamin D3 angereichert. Die Anreicherung von Lebensmitteln des täglichen Bedarfs mit Vitamin D ist aufgrund seiner Toxizität in Deutschland derzeit hingegen verboten. Da Butter natürlicherweise etwas Vitamin D enthält, gibt es eine einzige Ausnahmegenehmigung für Margarine, um sie ihrem Vorbild etwas anzunähern.
Bei der technischen Synthese des Vitamins D2 geht man vom Ergosterol aus, welches aus Hefe gewonnen wird, und setzt es der UV-Strahlung einer Quecksilberdampflampe aus, wobei alle Wellenlängen außerhalb des Bandes 270–300 nm ausgefiltert werden. Das entstehende Gemisch aus Prävitamin und Vitamin kann je nach Temperatur des Ansatzes eine hohe Konzentration Vitamin D2 enthalten, das chromatografisch abgetrennt wird. Auch bei der Herstellung von Vitamin D3 wird von derselben Vorstufe ausgegangen, wie sie auch im Körper vorkommt, dem 7-Dehydrocholesterol, welches seinerseits durch Bromierung eines Cholesterol-Esters mit anschließender Dehydrobromierung und Verseifung erhalten wird. Beide photochemischen Reaktionen werden zweckmäßigerweise in Mikroreaktoren durchgeführt.

## Handelsnamen
Kombinationspräparate
FrekaVit (D), Vitalipid (D, A, CH)
Monopräparat
Sterogyl (F)